# Alepidea capensis
Alepidea capensis là một loài thực vật có hoa trong họ Hoa tán. Loài này được (P.J.Bergius) R.A.Dyer mô tả khoa học đầu tiên năm 1937.